# Кинтарь
Кинтарь — овчинная мужская и женская безрукавка у населения горных областей Украины. Украшается металлическими бляшками, аппликацией и вышивкой.
Безрукавка прикрывала грудь и спину, достигая талии, а порой колен. Шили их из домотканого, а позже из фабричного материала, кроили чаще всего из одного куска ткани, перегнутого на плечах.
На Закарпатье до начала XX в. сохранилась бунда (камазаля) — меховая безрукавка прямоспинного кроя. Короткие меховые безрукавки обшивались узорами растительного орнамента.
Примитивную форму безрукавки сохранили кептари у населения горных районов Карпат, локальные различия которых показывались в длине и украшениях. На Гуцульщине их украшали вышивкой, вязанием, ручными аппликациями, нашивками, шнурками.
К нагрудной одежде относятся разнообразные безрукавки, которые шили из домотканого полотна, сукна и хлопчатобумажной ткани.
С середины XIX в. появляется разновидность безрукавки — кирсетка, состоящая из лифа и свободной от талии нижней части. Она была распространена в центральных и восточных областях Украины. Носили её и мужчины, и женщины.
В начале XX в. безрукавки западных областях вытесняются кирсетками, приталенными, много отделанными, разнообразными по форме и материалу.
В центральных областях Украины в конце XIX — начале XX в. на смену традиционной безрукавке под влиянием города приходит жилет.